# Chiesa di San Frediano (Vecchiano)
La chiesa di San Frediano si trova a Vecchiano.

## Storia e descrizione
Attestata già nel 762 tra le chiese dipendenti dalla diocesi di Lucca, è una delle testimonianze più antiche del territorio vecchianese, completamente rifatta ed ampliata intorno al 1835 secondo il diffuso gusto neoclassico.

## L'interno
All'interno, ad unica aula, sia gli arredi fissi che le ricercate decorazioni murali contribuiscono a creare un effetto d'insieme organico e rigoroso. Originali sono l'insolito peristilio del presbiterio, completato dal fregio a monocromo che simula bassorilievi, insieme alla volta dipinta e alla cantoria in controfacciata, tutti elementi frequenti nell'architettura neoclassica lucchese.